# كأس السوبر الإيطالي 1991
كأس السوبر الإيطالي 1991 (بالإيطالية: Supercoppa italiana 1991) هو موسم من كأس السوبر الإيطالي. أقيم بتاريخ 1991، وفاز فيه نادي سامبدوريا.